# Sabotage (film, 2022)
 (juillet 2023).
La mise en forme du texte ne suit pas les recommandations de Wikipédia : il faut le « wikifier ».
Les points d'amélioration suivants sont les cas les plus fréquents. Le détail des points à revoir est peut-être précisé sur la page de discussion.
- Les titres sont pré-formatés par le logiciel. Ils ne sont ni en capitales, ni en gras.
- Le texte ne doit pas être écrit en capitales (les noms de famille non plus), ni en gras, ni en italique, ni en « petit »…
- Le gras n'est utilisé que pour surligner le titre de l'article dans l'introduction, une seule fois.
- L'italique est rarement utilisé : mots en langue étrangère, titres d'œuvres, noms de bateaux, etc.
- Les citations ne sont pas en italique mais en corps de texte normal. Elles sont entourées par des guillemets français : « et ».
- Les listes à puces sont à éviter, des paragraphes rédigés étant largement préférés. Les tableaux sont à réserver à la présentation de données structurées (résultats, etc.).
- Les appels de note de bas de page (petits chiffres en exposant, introduits par l'outil «  Source ») sont à placer entre la fin de phrase et le point final[comme ça].
- Les liens internes (vers d'autres articles de Wikipédia) sont à choisir avec parcimonie. Créez des liens vers des articles approfondissant le sujet. Les termes génériques sans rapport avec le sujet sont à éviter, ainsi que les répétitions de liens vers un même terme.
- Les liens externes sont à placer uniquement dans une section « Liens externes », à la fin de l'article. Ces liens sont à choisir avec parcimonie suivant les règles définies. Si un lien sert de source à l'article, son insertion dans le texte est à faire par les notes de bas de page.
- La présentation des références doit suivre les conventions bibliographiques. Il est recommandé d'utiliser les modèles {{Ouvrage}}, {{Chapitre}}, {{Article}}, {{Lien web}} et/ou {{Bibliographie}}. Le mode d'édition visuel peut mettre en forme automatiquement les références.
- Insérer une infobox (cadre d'informations à droite) n'est pas obligatoire pour parachever la mise en page.

Pour une aide détaillée, merci de consulter Aide:Wikification.
Si vous pensez que ces points ont été résolus, vous pouvez retirer ce bandeau et améliorer la mise en forme d'un autre article.
 (juillet 2023).
Pour l’article homonyme, voir Sabotage.
Pour plus de détails, voir Fiche technique et Distribution.
Sabotage (titre original : How to Blow Up a Pipeline) est un thriller d'action écologiste américain sorti en 2023. Réalisé par Daniel Goldhaber, celui-ci a co-écrit le scénario avec Ariela Barer et Jordan Sjol.
Le film s'appuie sur des idées avancées dans le livre Comment saboter un pipeline d'Andreas Malm publié en 2021 par Verso Books. L'ouvrage de non-fiction de Malm examine l'histoire des mouvements de justice sociale et plaide pour le sabotage comme une tactique valable dans la poursuite de la justice environnementale.

## Thèmes
Situé principalement dans l'ouest du Texas, le film suit un groupe de huit jeunes individus qui décident de faire sauter un oléoduc à deux endroits clés. Il explore des thèmes tels que les conséquences morales d'une telle prise de décision, la légitimité des actions extrêmes face à la crise climatique, la question du terrorisme, l'utilisation du sabotage et la destruction de biens matériels comme tactiques militantes.

## Synopsis
Le film s'ouvre sur un acte de sabotage. Une jeune femme, Xochitl, coupe les pneus d'un SUV et laisse un manifeste jaune vif d'une page sur la vitre.
À Long Beach en Californie, Xochitl et son ami Theo sont témoins des effets dévastateurs du changement climatique. La mère de Xochitl meurt lors d'une "vague de chaleur anormale" dans une ville en proie à la pollution des raffineries de pétrole. Frustré par la lenteur des progrès de leur campagne de désinvestissement du campus, Xochitl exprime le désir d'une action environnementale plus radicale. Theo reçoit un diagnostic de cancer en phase terminale causé par la pollution, ajoutant un sentiment d'urgence à leur cause.
Theo et Xochitl convainquent la petite amie sceptique de Theo, Alisha, et un certain nombre d'autres personnes, de comploter un acte "d'éco-terrorisme". Shawn, un étudiant en cinéma qui a rencontré Xochitl à travers le mouvement de désinvestissement, présente au groupe Dwayne, un col bleu texan avec un profond ressentiment envers une compagnie pétrolière qui a utilisé d'éminentes lois sur le domaine pour s'emparer de la terre ancestrale de sa famille, le privant ainsi que sa femme enceinte de leur maison. L'équipe recrute également Michael, un expert en explosifs autodidacte amérindien d'une réserve du Dakota du Nord qui se bat avec les travailleurs des plates-formes pétrolières et rejette l'activisme pacifiste de sa mère. Le groupe est complété par Rowan et Logan, un jeune couple aventureux et aimant attiré par la cause.
Unis par leur conviction commune qu'une action non perturbatrice est insuffisante, le groupe conçoit un plan pour faire exploser stratégiquement des explosifs artisanaux le long d'une section non gardée d'un oléoduc récemment construit dans l'ouest du Texas. Le pipeline est partiellement construit sur les terres de Dwayne ; sa connaissance intime de la zone ciblée aide le groupe à planifier l'attaque. Ils espèrent que la destruction du segment obligera la société à fermer ses opérations au Texas pendant un certain temps, entraînant une flambée des prix du pétrole brut dans le monde en raison de leur indexation sur le brut de l'ouest du Texas. Le groupe se rassemble dans une cabane isolée, où ils commencent à fabriquer des explosifs et à déterrer une section du pipeline.
Lors de l'exécution de leur plan, le groupe rencontre plusieurs revers et défis. Les membres de l'équipage sont distraits par l'alcool, Michael fait exploser accidentellement une charge d'amorçage pendant la préparation, un drone de surveillance observe leurs activités et Alisha se fracture la jambe lorsqu'un baril d'explosifs lui tombe dessus. Rowan et Logan, chargés de prévenir la pollution locale en coupant le débit du pipeline, se retrouvent de manière inattendue confrontés à des inspecteurs armés de la propriété de l'entreprise. Logan réussit à les distraire pendant que Rowan termine la tâche. Dans la foulée, il subit une blessure par balle. Malgré ces défis, le reste du groupe reçoit la confirmation que le flux de pétrole a été coupé, ce qui les amène à faire exploser la bombe et à faire exploser avec succès l'oléoduc. Xochitl diffuse un message triomphant sur Instagram appelant les autres à l'action.
À la suite de l'explosion, le groupe se disperse et Rowan s'occupe des blessures de Logan, retirant des fragments de balle de son épaule. Elle rencontre alors discrètement deux agents du FBI. Xochitl a sciemment inclus Rowan, un informateur du FBI, dans leur plan, leur permettant de déjouer la police fédérale et locale en les convainquant que seuls Theo et Xochitl étaient impliqués dans le sabotage. Rowan assure sa liberté (ayant déjà fait face à des conséquences juridiques à la suite de son implication dans un incident similaire) et reçoit une récompense substantielle pour ses informations. Michael, Alisha, Shawn et Dwayne établissent rapidement des alibis les éloignant de la scène. La police trouve la cabine où le groupe avait fabriqué les explosifs quelques instants après que Theo et Xochitl aient fait exploser une dernière bombe à l'intérieur. Le duo se rend pacifiquement comme prévu.
Le film se termine en montrant les effets de l'intrigue sur les membres du groupe et d'autres. Theo et Xochitl sont condamnés à de longues peines de prison, bien que Theo décède peu de temps après. Alors que les autres membres du groupe restent libres, les membres de la famille soupçonnent leur implication, les agents fédéraux surveillent leurs actions et réfléchissent à leurs décisions. Enfin, un autre acte de sabotage est montré. Inspiré du groupe West Texas, un trio d'individus masqués pose une bombe dans un yacht de Miami, laissant derrière eux le même manifeste vu plus tôt.

## Fiche technique
Sauf indication contraire, les informations mentionnées dans cette section peuvent être confirmées par les bases de données cinématographiques IMDb et Allociné,  présentes dans la section « Liens externes ».
- Titre original américain : How to Blow Up a Pipeline
- Titre français : Sabotage
- Réalisation : Daniel Goldhaber
- Scénario : Ariela Barer, Jordan Sjol et Daniel Goldhaber, d'après l'œuvre d'Andreas Malm
- Musique : Gavin Brivik
- Direction artistique : Kendra Tuthill
- Décors : Adri Siriwatt
- Costumes : Eunice Jera Lee
- Photographie : Tehillah De Castro
- Son : Coll Anderson, Stefan Chakerian, Greg Crawford, Eric Di Stefano, Kelly Hrebenak, Vladimir Kerkez, Jack Liden, Michael Odmark, Andrejs Prokopenko, Ric Schnupp et Aleksandra Stojanovic
- Montage : Daniel Garber
- Production : Isa Mazzei, Daniel Goldhaber, Ariela Barer, Adam Wyatt Tate, David Grove, Alex Black et Alex Hughes
  - Production déléguée : Jon Rosenberg
  - Coproduction : Danielle Mandel
- Sociétés de production : Spacemaker Productions, Chrono et Lyrical Media
- Société de distribution : Charades et Tandem
- Pays de production :  États-Unis
- Langue originale : anglais
- Format : couleur — 16 mm[2] — 1,78:1
- Genre : thriller, drame
- Durée : 104 minutes
- Dates de sortie :
  - États-Unis :
    - 10 septembre 2022 (avant-première au festival international du film de Toronto 2022)
    - 7 avril 2023 (sortie nationale)

  - France : 26 juillet 2023 (sortie nationale)

## Distribution
- Ariela Barer : Xochitl
- Kristine Froseth : Rowan
- Lukas Gage : Logan
- Forrest Goodluck : Michael
- Sasha Lane : Théo
- Jayme Lawson : Alisha
- Marcus Scribner : Shawn
- Jake Weary : Dwayne
- Irène Bedard : Joanna
- Olive Jane Lorraine : Katie
- Melissa Chambers : Group Leader
- Giancarlo Beltran : Eric
- Mariel Martinez : Valentina
- Jasper Keen : Orin
- Halle Charlton : Eden

## Production
Selon le réalisateur et producteur Daniel Goldhaber, la production du film a duré 19 mois, de la conception à l'achèvement et à la première. Goldhaber a travaillé aux côtés d'une équipe de sept producteurs crédités. Le calendrier accéléré a été motivé par l'urgence de la conversation politique entourant le changement climatique, la nécessité d'une action immédiate étant un facteur clé. Les cinéastes visaient à contribuer au dialogue culturel et pensaient qu'une production rapide s'alignerait sur les thèmes et le but du film. De plus, des considérations de calendrier de l'industrie, telles que la possibilité de présenter le film au Festival international du film de Toronto, ont influencé la décision de terminer le projet dans un court laps de temps.
Publié en janvier 2021, l'ouvrage de non-fiction d'Andreas Malm, How to Blow Up a Pipeline, publié par Verso Books, a profondément influencé le réalisateur Goldhaber, qui était aux prises avec un sentiment d'impuissance créative et politique. Rejoint par Jordan Sjol, Goldhaber s'est associé à Ariela Barer pour co-écrire le scénario à la suite de son abandon d'un autre projet. Le film embrasse de tout cœur l'argument central du livre, postulant que la crise climatique pressante justifie le sabotage comme moyen légitime d'autodéfense contre les activités de puissantes entités énergétiques. Le trio a terminé le scénario en quatre mois, après deux mois de recherche. Les cinéastes ont mené des entretiens approfondis avec des militants du climat et des experts en pipeline, incorporant leurs expériences dans la création de personnages comme Theo, qui a été influencé par le diagnostic de leucémie d'un ami attribué à la vie à proximité d'une usine chimique. Ils ont également été inspirés par des cas réels, tels que l'emprisonnement de Jessica Reznicek et Ruby Montoya pour avoir vandalisé le Dakota Access Pipeline.

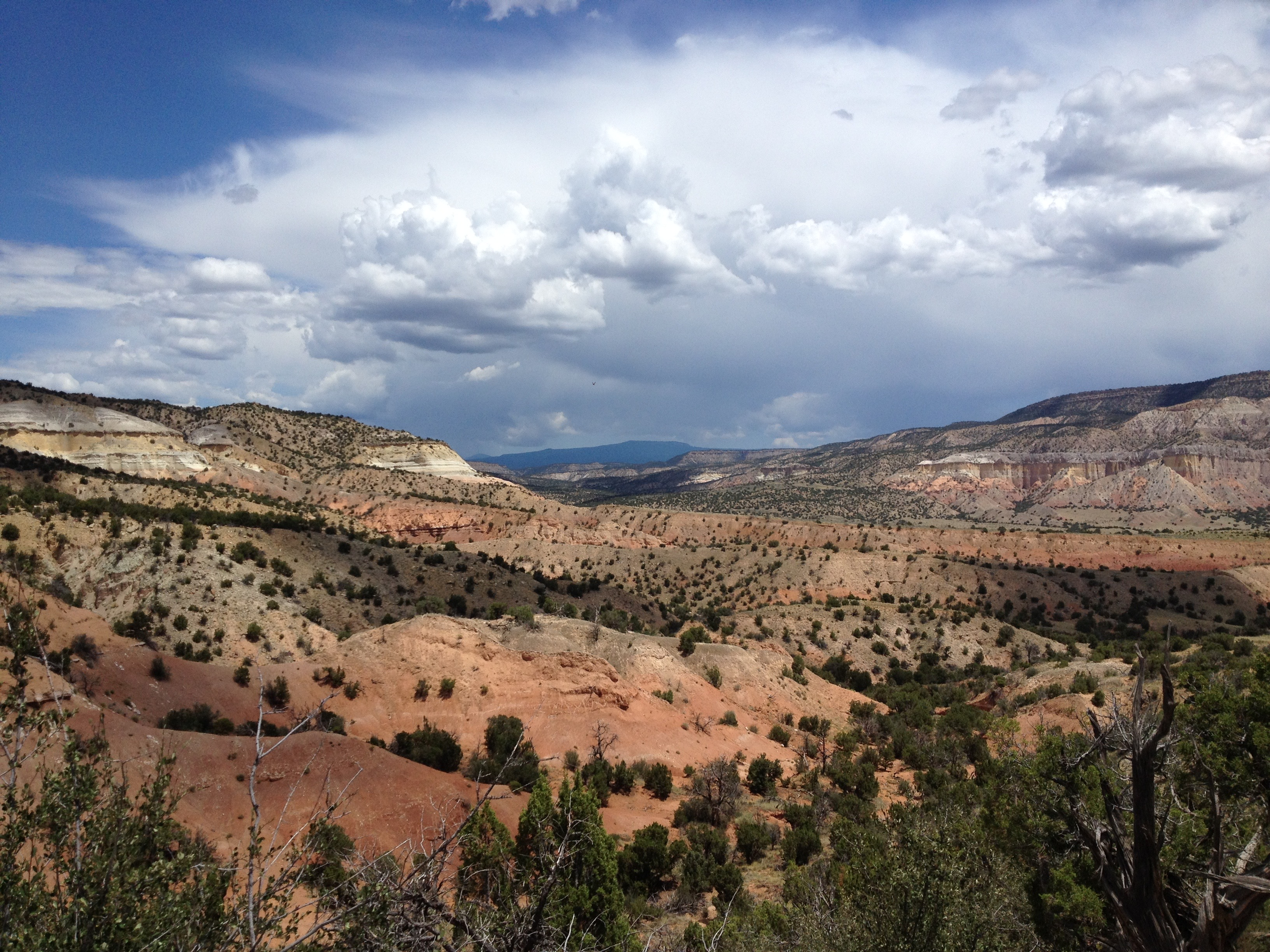
La photographie principale a eu lieu au Nouveau-Mexique.

Les réunions de casting ont commencé avant même que le scénario ne soit finalisé. Malgré les difficultés initiales pour obtenir un soutien financier, Goldhaber et Barer ont réussi à obtenir le soutien d'un financier connaissant Goldhaber pendant le Festival de Cannes. Le film a été produit et financé par Lyrical Media et Spacemaker Prods., en collaboration avec la société de production Chrono.
Le tournage a duré 22 jours, principalement au Nouveau-Mexique, avec une séquence clé filmée dans le Dakota du Nord sur la réserve où vivait la famille de l'acteur Forest Goodluck. Des scènes supplémentaires ont été tournées en Californie. Les cinéastes ont opté pour un film 16 mm pour capturer la qualité souhaitée dans les scènes extérieures à la lumière du jour et pour donner aux images une sensation plus cinématographique. Le rapport de prise de vue était en moyenne d'environ 21 ou 22 pour un.
L'équipe a collaboré avec un entrepreneur gouvernemental spécialisé dans la lutte contre le terrorisme pour des représentations réalistes de scènes de fabrication de bombes, tandis que certaines étapes ont été omises à des fins dramatiques. La séquence d'explosion du film combinait des effets pratiques avec une augmentation CGI. Une structure maquette de 150 pieds faite de carton industriel et de bois a explosé pour créer les effets explosifs et de feu souhaités. La post-production a impliqué six mois de montage.
Le compositeur Gavin Brivik s'est rendu sur le plateau de tournage pour capturer des échantillons de musique, notamment en frappant sur des barils de pétrole dans le désert. Ces sons sont devenus la base de la piste d'ouverture du film. Brivik s'est inspiré des premiers films de Michael Mann et de la musique concrète. La partition mélange des enregistrements de tambours à huile bruts avec des synthés déformés, reflétant la cinématographie granuleuse. Brivik considère la partition du film comme l'une des plus difficiles qu'il ait jamais écrites.

## Sortie

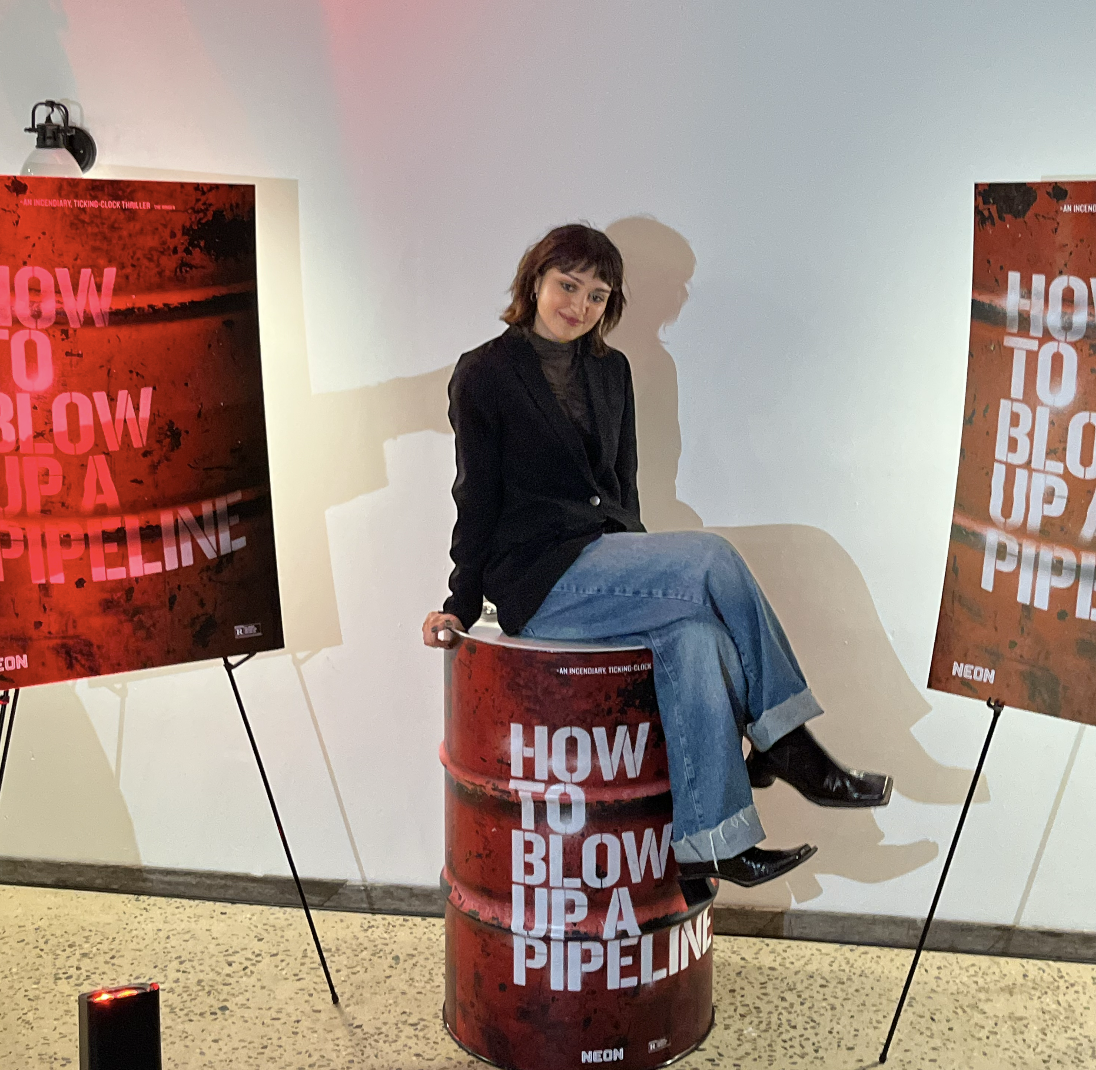
Ariela Barer assiste à une projection du film en 2023 à Brooklyn, New York

Le film a eu sa première mondiale le 10 septembre 2022 au Festival international du film de Toronto 2022, où il a été présenté dans le cadre du programme Platform Prize et a été salué par la critique. Peu de temps après la première, Neon a acquis les droits de distribution pour l'Amérique du Nord, avec des plans pour une sortie en salles, grâce à des négociations facilitées par CAA Media Finance. Avant ses débuts à l'American Film Market en novembre 2022, Charades, un distributeur français, a finalisé plusieurs accords de distribution pour le film. La société a ensuite vendu avec succès les droits sur plusieurs territoires, dont la France (Tandem), le Royaume-Uni (Vertigo Releasing), la Suisse alémanique, l'Autriche, l'Italie et l'Allemagne (Plaion), le Benelux (The Searchers), la Turquie (Fabula) et l'Amérique latine (Impacto). Le film est sorti aux États-Unis le 7 avril 2023  et au Royaume-Uni et en Irlande le 21 avril 

### Box-office
Sabotage a rapporté 750 010 dollars aux États-Unis et 132 338 dollars dans les autres territoires, pour un total de 882 348 dollars dans le monde.

## Réception
Recevant des critiques généralement favorables, le film a été salué pour sa prémisse d'éco-thriller, son exploration des défis moraux et psychologiques, la complexité de ses anti-héros et sa capacité à susciter un sentiment d'urgence dans l'activisme. Cependant, des critiques ont exprimé des inquiétudes concernant une promotion perçue du terrorisme et de la violence dans le récit.

### Réception critique
Sur le site Web d'agrégateur de critiques Rotten Tomatoes, le film a un taux d'approbation de 94 %, basé sur 147 critiques avec une note moyenne de 7,8/10. Son consensus critique se lit comme suit : 

« Une adaptation explosive du traité d'Andreas Malm, How to Blow Up a Pipeline offre un éco-thriller à enjeux élevés enflammé par des anti-héros captivants et complexes. »

Metacritic, qui utilise une moyenne pondérée, attribue une note de 76 sur 100, basée sur 29 avis « indiquant des avis généralement favorables. »
Après sa première, le film recueille le soutien de diverses plateformes médiatiques cinématographiques et télévisuelles. The Wrap salue l'approche de mise en scène de Goldhaber, la comparant au style de Steven Soderbergh, ainsi que la distribution d'ensemble et la capacité du film à susciter un sentiment d'urgence dans l'activisme. Vulture qualifie le film de résolument conflictuel, portant ses intentions avec audace et employant une approche authentique, tandis que Variety félicite le film mais reconnaît qu'il pourrait faire l'objet de critiques de la part des négationnistes du changement climatique.
Dans une critique pour The New York Times, Peter C. Baker qualifie le film de « point de repère culturel » pour sa représentation particulièrement sympathique de l'écoterrorisme. Dans une autre critique du journal, Ben Kenigsberg écrit que le film a « un degré de suspense et d'efficacité qui devient trop rare dans le grand public. » Cependant, il le critique pour s'être présenté comme ayant un message plus profond tout en évitant de débattre avec les idéologies des personnages. Il remet également en question la place des flashbacks, qui, selon lui, semblent servir principalement de rebondissements, et suggère que l'intrigue propre et les motifs sympathiques du film compromettent ses objectifs de confrontation.
Dans sa critique pour RogerEbert.com, Matt Zoller Seitz attribue au film 3,5 étoiles sur 4, le louant comme « l'un des thrillers américains les plus originaux depuis des années. » Seitz apprécie le film pour sa nature stimulante et son exploration des défis moraux et psychologiques auxquels sont confrontés les individus impliqués dans des mouvements militants clandestins. Il souligne la capacité du film à relier divers problèmes systémiques et salue son approche méticuleuse pour faire la lumière sur ces questions. Il loue les performances des acteurs, en particulier Jayme Lawson et Forrest Goodluck. Dans une autre critique pour RogerEbert.com, le critique Brian Tallerico salue Sabotage comme un film unique et intense qui rompt avec le courant dominant raffiné. Il souligne la passion personnelle du réalisateur Daniel Goldhaber, qui apporte une texture granuleuse et un sentiment d'urgence au film et note que celui-ci transforme efficacement le concept de changement climatique en un récit de braquage passionnant, qui, selon lui, résonnerait auprès des jeunes téléspectateurs et contribuerait au débat sur le changement climatique.
Le Washington City Paper note que le film n'est pas un manuel d'instructions mais « un moyen d'éclairer de véritables objections morales », et décrit son casting comme « une version beaucoup plus intense et combustible de Breakfast Club. » Deux critiques dans The Guardian, Wendy Ide et Peter Bradshaw, donnent chacun quatre étoiles sur cinq. Ide écrit que le film fonctionne à la fois comme un « thriller nerveux » et « un paratonnerre pour la colère croissante des publics soucieux du climat », tandis que Bradshaw le salue comme un « thriller farouchement regardable » et établit des comparaisons avec Reservoir Dogs de Quentin Tarantino. Il note également le départ du film des films de braquage traditionnels, où les destructeurs de pipelines sont décrits comme les « bons gars », qu'il trouve être une tournure de genre intrigante qui diminue légèrement la cruauté et le chaos du film mais n'enlève rien à sa nature captivante et ingénieuse.
Clarisse Loughrey de The Independent attribue au film 4 étoiles sur 5 et le qualifie de « thriller marxiste radical qui parle de la colère d'une génération ».
Certains critiques, dont Jesse Kline du National Post, donnent des avis moins favorables du film et de son message sous-jacent. Kline critique spécifiquement la tentative perçue de normaliser le terrorisme. Il remet en question l'accueil positif réservé par les critiques et soulève la possible controverse si une approche similaire était appliquée pour justifier les actions des terroristes islamistes dans un film par exemple intitulé Comment faire voler des avions dans un bâtiment. Tout en reconnaissant la valeur de divertissement du film en termes d'intrigue et de tension, il critique l'accent mis sur ce qu'il appelle la « propagande environnementale » et sa promotion d'un message moralement répréhensible qui soutient la violence justicière et la destruction de la propriété privée au nom du bien collectif.
Dans sa critique pour National Review, Armond White critique également le film pour la promotion de la violence et du terrorisme sous couvert de « diversité des tactiques », le considérant comme une représentation de sang-froid plutôt qu'un récit édifiant. Il exprime son incrédulité face au soutien des médias à des thèmes aussi destructeurs et fait valoir que cela reflète une haine de soi au sein des médias occidentaux.
L'auteur Andreas Malm, dont le livre a inspiré le film, reconnaît le potentiel supérieur du film pour inspirer l'action et atténuer le désespoir entourant l'infrastructure destructrice des combustibles fossiles. Il souligne que l'intention de ses travaux n'est pas de plaider pour une reproduction exacte des actions décrites, mais plutôt de déclencher des discussions et une réflexion rapide sur l'impératif de mesures plus radicales pour lutter contre la crise climatique.
En France la réception du film est assez bonne, la presse attribuant une note moyenne de 3,5/5 selon le site Allociné. Télérama trouve que « le cinéma manque de fictions optimistes et inspirantes sur la catastrophe climatique en cours. Sabotage redonne, avec fougue et lucidité, du cœur à l’ouvrage. »

### Inquiétudes soulevées par les autorités
Le film a soulevé des inquiétudes parmi les agences fédérales et provinciales d'Amérique du Nord, craignant qu'il n'incite les militants du climat à recourir au sabotage. Une section « Passez à l'action » sur le site Web officiel du film comprend une carte détaillée des emplacements des pipelines aux États-Unis et au Canada. Lors de la sortie du film aux États-Unis, 23 entités fédérales et étatiques ont émis un total de 35 avertissements. Des documents du FBI obtenus par Rolling Stone ont révélé des inquiétudes quant au potentiel du film à inspirer des attaques terroristes contre des cibles énergétiques. Les alertes mentionnaient la possibilité d'attaques ou de perturbations d' infrastructures critiques, ce qui a conduit à un renforcement des mesures de sécurité. Les forces de l'ordre ont été invitées à surveiller les personnes qui tentaient d'accéder aux installations pour prendre des photos ou enregistrer des vidéos. Ces précautions ont eu lieu pendant la période de sortie du film, suscitant une attention et une inquiétude importantes bien qu'il s'agisse d'une œuvre de fiction. L'Alberta Energy Regulator a averti que le film ne devait pas être pris à la légère, demandant une surveillance et des mesures de sécurité accrues par les exploitants de pipelines et les titulaires de permis. La GRC a reconnu le sujet préoccupant du film dans un courriel avec The Globe and Mail, mais a noté qu'elle déterminait les mesures d'application en fonction des preuves et des renseignements. Malgré ces avertissements et ces inquiétudes, aucune attaque n'a été signalée sur le réseau de pipelines depuis la sortie du film.

### Thèmes
Le film soutient l'argument du livre selon lequel la menace climatique justifie le sabotage comme légitime défense contre de puissants intérêts énergétiques. À travers la perspective des protagonistes, le film soulève des questions sur la validité des actions extrêmes face à la crise climatique urgente, ainsi que sur l'étiquette de terrorisme. Le film explore également le thème des dommages matériels et du sabotage en tant que tactiques militantes légitimes, en particulier dans le contexte du changement climatique et par la destruction d'infrastructures de combustibles fossiles. Le film remet en question le récit de la responsabilité individuelle du changement climatique et se concentre plutôt sur la nature systémique du problème, permettant aux téléspectateurs de faire face à la structure plutôt que de blâmer uniquement les individus ou les entreprises.
L'approche tactile et concrète du film vise à faire en sorte que les aspirations des personnages semblent réalisables et pratiques, en utilisant des représentations d'activités telles que le roulement de barils et la construction de bombes pour évoquer un sentiment de possibilité et de familiarité. La nature participative du film est encore soulignée par des choix stylistiques qui engagent activement le public et l'encouragent à s'immerger totalement dans l'expérience cinématographique. Le décor du film dans l'ouest du Texas sert de référence symbolique aux westerns et à leur représentation d'une Amérique ouverte. En incorporant des tropes et des thèmes occidentaux, tels que les cambriolages et le concept d'agence de récupération des étrangers, le film rappelle que le récit de la résistance est depuis longtemps ancré dans la culture américaine. Le film cherche également à représenter diverses voix et communautés touchées par la crise climatique, soulignant la nécessité de larges points d'accès et de différentes tactiques pour résoudre le problème. Il aborde également des sujets tels que les conséquences pour la santé de vivre dans un environnement toxique, les violations des droits de propriété, les droits fonciers des autochtones et l'impact des actions perturbatrices sur les citoyens ordinaires.
Peter C. Baker du New York Times a souligné que le film eximinait la question de l'incertitude, et de savoir comment les générations futures jugeront les actions présentes. Il a noté le traitement favorable des protagonistes et la création délibérée d'un sentiment historique, et a souligné l'accent mis par le film sur les enjeux moraux de la prise de décision et la nature imprévisible de l'avenir.